# Rogneda Polocka
Rogneda Polocka je slovansko ime kneginje Ragnhilde, soporoge kijevskega kneza Vladimirja Velikega, * 962, † 1002.
Rogneda je bila hčerka Ragnvalda (slovansko Rogvoloda), prišleka iz Skandinavije, ki je sredi 10. stoletja ustanovil mesto Polack.

## Življenje
V preteklosti se je špekuliralo, da je bila iz kraljevske rodbine Ingling iz sedanje Švedske. Iz Novgorodske Četrte kronike je razvidno, da je Vladimir Veliki okoli leta 980  izvedel, da se je njegov polbrat Jaropolk I. Kijevski zaročil z Rognedo, zato je napadel Polock, ubil njenega očeta Rogvoloda in oba brata in prisilil Rognedo, da se je poročila z njim.
Z Vladimirjem je imela več otrok: sinove Jaroslava Modrega, Vsevoloda, Mstislava Černigovskega in Izjaslava Polockega in hčerki. Letopisec Nestor eno od njiju imenuje Predlava. Gallus Anonimus zanjo trdi, da je bila konkubina Boleslava I. Poljskega.  Kasnejše kronike pripovedujejo zgodbo, zelo verjetno povzeto po nordijski sagi, da je Rogneda spletkarila proti Vladimiru in prosila svojega starejšega sina Izjaslava, naj ga ubije.
Po nordijskih običajih je bila skupaj s starejšim sinom poslana v Polock, kjer je Izjaslav vladal na ozemlju svojih prednikov. Njegova rodbina je vladala do invazije Mongolov.
Vladimir se je po pokristjanjenju in poroki z Ano Porfirogeneto, ločil od vseh prejšnjih žena, vključno z Rognedo. Rogneda je po ločitvi odšla v samostan kot sestra Anastazija.